# Budín (Oravská Magura)
Budín (1221,4 m n. m.  ) je vrch v Oravské Maguře. Je nejvyšším vrcholem stejnojmenného geomorfologického podcelku. 

## Poloha
Masiv leží ve východní části pohoří, v centrální oblasti stejnojmenného geomorfologického podcelku.  Nachází se v katastru obce Nižná v jižní části tvrdošínskeho okresu.  Nejlehčí výstup na Budín je z obce Lokca, která leží cca 4 km severozápadním směrem. 

## Přístup
- po  červené značce (Mezinárodní dálková turistická trasa E3) hlavním hřebenem ze sedla Príslop k hrázi Oravské přehrady
- po  zelené značce z Lokce
- po  modré značce z Podbiela přes rozcestí Šubovka[2]